# Ballana vastula
Ballana vastula är en insektsart som beskrevs av Ball 1910. Ballana vastula ingår i släktet Ballana och familjen dvärgstritar. Inga underarter finns listade i Catalogue of Life.